# Gregory Cajete
Gregory A. Cajete és un escriptor i professor tewa del Pueblo Santa Clara, Nou Mèxic. Ha estat pioner en la conciliació de les perspectives indígenes en les ciències amb l'entorn acadèmic occidental. El seu enfocament és ensenyar "ciència basada culturalment, amb èmfasi en la salut i el benestar."

## Educació
Cajete es va graduar en biologia i sociologia a la New Mexico Highlands University, amb un menor en educació secundària. El seu Mestratge en Arts és de la Universitat de Nou Mèxic, i el seu doctorat és en el Nou Programa de Filosofia de l'International College, Los Angeles. El seu doctorat en filosofia és en Ciències Socials d'Educació amb èmfasi en estudis amerindis.

## Carrera
Actualment és director del programa d'Estudis Amerindis i professor associat d'educació en la Universitat de Nou Mèxic d'Albuquerque. Ha sigut un estudiós a Nou Mèxic d'Etnobotànica i és membre de la Comissió d'Art de Nou Mèxic.
Durant 21 anys ha ensenyat a l'Institute of American Indian Arts a Santa Fe.

## Beques i honors
Cajete exercí com a investigador principal de diversos estudis importants de ciència i educació nativa que van ser finançats per la National Science Foundation, New Mexico Endowment for the Humanities, i el Departament d'Agricultura dels Estats Units. Ha rebut beques del Centre D'Arcy McNickle de la Biblioteca Newberry, el Departament d'Educació dels Estats Units, i la School for Advanced Research.

## Obres publicades
- Green, Rayne, Dr. Gregory A. Cajete, and Lucy R. Lippard. Native Views. Influences of Modern Culture. A Contemporary Native American Art Exhibition." Artrain USA: 2004. ASIN B001VAG28W.
- Cajete, Gregory. A People's Ecology: Explorations in Sustainable Living. Clear Light Books, 1999. ISBN
- Cajete, Gregory and Leroy Little Bear. Native Science: Natural Laws of Interdependence. 1999. ISBN 1-57416-041-9.
- Cajete, Gregory. Look to the Mountain: An Ecology of Indigenous Education. Kivaki Press, 1994. ISBN 978-1-882308-65-1.[3]